# Лотакипи (мочвара)
Лотакипи (енгл. Lotagipi Swamp) је мочварни предео у југоисточном Јужном Судану и северној Кенији у вилајету Источна Екваторија и регији Рифт Вели. Захвата приближну површину од око 7.200 км² и сезонског је карактера. Мочвара Лотакипи прима воде токова и река са Планине Дидинга, Локванамору, Етиопске висоравни и др. За време кишне сезоне највећа дубина достиже један метар а дужина и ширина 120-125 км. У долини расту високе траве и папирус. Најближи град је Капоета.